# Скандагупта
Скандагупта (санскрит: स्कन्दगुप्त) — правитель в 455–467 роках у Північній Індії з династії Гуптів. На початку царювання Скандагупта, ймовірно, відбив вторгнення племен пуш'ямітрів (Західна Індія), що почалося ще при його попереднику Кумарагупті І.

## Життєпис
Минуле Скандагупти залишається невідомим. Пізніші офіційні родовідні опускають його ім'я, запис віку та ім'я його матері. Інший сучасник відзначає запис про те, що «богиня Лакшмі з власної волі вибрала його як чоловіка, відкидаючи в послідовності всіх інших князів». Можна припустити, що Скандагупта був сином молодшої дружини. Це міг бути навіть просто успішний генерал, який зарахував себе в правлячий клан Гуптів.
Є й інші підстави вважати, що Скандагупта не був єдиним претендентом на трон. Написи і монети говорять про короткочасне правління якогось Гхатоткачі Гупти, очевидно старшого сина Кумарагупти I, колишнього намісника Східної Мальви в останні роки життя батька..
Скандагупта, перераховуючи свої військові подвиги, особливо відзначав перемоги над чужинцями і варварами-млеччхами. Очевидно, йому вдалося досягти успіху в боротьбі з пізніми Кушанами.
Скандрагупті довелося вести затяжну війну з ефталітами, що вторглися в Північно-Західну Індію. У написі на колоні в Бхітарі панегірист свідчить: цар «всю землю потряс двома руками, коли зійшовся у битві з гунами». Гунську навалу дійсно було зупинено на десятиліття.
Хоча Скандагупта здобув перемогу над ефталітами і зумів зберегти свої володіння, ресурси імперії були виснажені, про що, зокрема, свідчать домішки інших металів в золотих гуптських монетах в середині V століття.

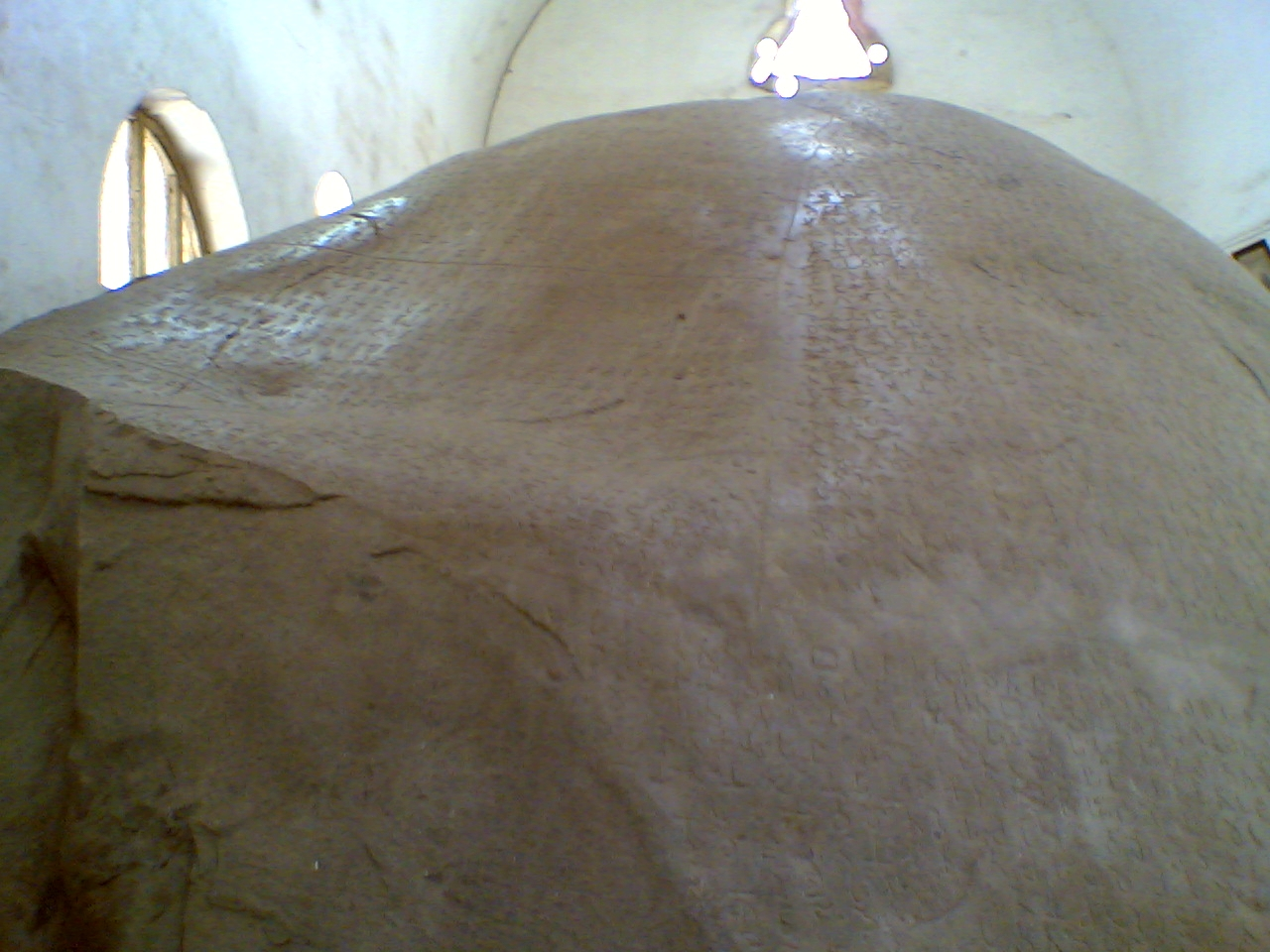
Написи 14 указів Ашоки та Скандагупти в Джунагадха

Скандагупта в написах у Джунагадха описується як той, хто обдарований богинею багатства і розкоші Шрі-Лакшмі. Ця тема знаходить відображення на його монетах. Монети зображують переможного царя з луком та стрілами і його божественну дружину Шрі-Лакшмі з лотосом у лівій руці, яка вважалась його другою дружиною. Тут же зображено міфічного яструба, який означав перемоги царів династії Гуптів над гунами. Скандагупта карбував чотири види золотих монет.